# السمنة المغنية
السمنة المغنية :
صوتها قوي , يتألف غناؤها من عدة أنغام مكررة , ومن السهل تمييزها عن الشحرور , الطول 23سم , اللون بني مع حنجرة وصدر مبقعين بكثافة , يتغذى النوعان الأخيران على الأرض على الحشرات ويرقاتها , والديدان , وفي أواخر الصيف على توت العليق والثمار , وبالنسبة للسمنة المغنية على الحلزون
المفتوح القشرة , الأعشاش على الشجيرات أو الأشجار , تتألف الحضنة من 3-5 بيوض.